# Рвачки клуб Борац Чачак
РК Борац Чачак је српски рвачки клуб основан 25. марта 2012. године у Чачку. Ово је први рвачки клуб у историји града Чачка. Клупске боје су црвено-бела. Клуб се тренутно такмичи у Супер  лиги Србије за рвање слободним стилом и рвању за жене.
Клуб је основао Филип Величковић који је уједно главни тренер и такмичар у клубу.
Клуб се првенствено бави олипмијским дисциплинама рвањем слободним стилом и рвањем за жене, као и неолимпијским дисциплинама греплингом и мма.
Чланови клуба су освојили завидна места како на државним првенствима тако и на међународним такмичењима и остварили останак у Супер лиги Србије где је женска екипа 2017. освојила друго место.
Клуб је по први пут у спортској историји града Чачка огранизовао државно првенство у олимпијском борилачком спорту. Државно првенство Србије одржано је 18. и 19. новембра 2017. за све узрасне и тежинске категорије у дисциплинама рвање слободним стилом и рвање за жене. Рвачи Борца су освојили 11 медаља и добили репрезентативца.